# Torbjørn Kallevåg
Torbjørn Kallevåg (Norvégia, 1993. augusztus 21. –) norvég labdarúgó, a Hødd középpályása.

## Pályafutása
Kallevåg Norvégiában született.
2010-ben mutatkozott be a Bremnes felnőtt keretében. 2012-ben a Vard Haugesund, majd 2015-ben Hødd szerződtette. 2018-ban az első osztályban szereplő Haugesundhoz csatlakozott. 2020-ban a Lillestrømhöz, míg 2021-ben az Aalesundhoz igazolt. Először a 2021. május 15-ei, Bryne ellen 2–1-re megnyert mérkőzés félidejében, Oscar Solnørdal cseréjeként lépett pályára. Első gólját 2021. június 22-én, a Stjørdals-Blink ellen hazai pályán 5–1-es győzelemmel zárult találkozón szerezte meg. 2023. január 8-án szerződést kötött a Hødd együttesével.

## Statisztikák
2023. április 16. szerint
| Klub       | Szezon   | Osztály     | Bajnokság | Bajnokság | Kupa  | Kupa | Nemzetközi | Nemzetközi | Összesen | Összesen |
| Klub       | Szezon   | Osztály     | Meccs     | Gól       | Meccs | Gól  | Meccs      | Gól        | Meccs    | Gól      |
| ---------- | -------- | ----------- | --------- | --------- | ----- | ---- | ---------- | ---------- | -------- | -------- |
| Haugesund  | 2018     | Eliteserien | 26        | 2         | 1     | 0    | —          | —          | 27       | 2        |
| Haugesund  | 2019     | Eliteserien | 21        | 1         | 5     | 2    | 2          | 1          | 28       | 4        |
| Haugesund  | Összesen | Összesen    | 47        | 3         | 6     | 2    | 2          | 1          | 55       | 6        |
| Lillestrøm | 2020     | OBOS-ligaen | 24        | 5         | 0     | 0    | —          | —          | 24       | 5        |
| Aalesund   | 2021     | OBOS-ligaen | 30        | 3         | 1     | 0    | —          | —          | 31       | 3        |
| Aalesund   | 2022     | Eliteserien | 26        | 2         | 2     | 0    | —          | —          | 28       | 2        |
| Aalesund   | Összesen | Összesen    | 56        | 5         | 3     | 0    | 0          | 0          | 59       | 5        |
| Hødd       | 2023     | OBOS-ligaen | 2         | 0         | 0     | 0    | —          | —          | 2        | 0        |
| Összesen   | Összesen | Összesen    | 129       | 13        | 9     | 2    | 2          | 1          | 140      | 16       |

## Sikerei, díjai
Haugesund
- Norvég Kupa
  - Döntős (1): 2019

Lillestrøm
- OBOS-ligaen
  - Feljutó (1): 2020

Aalesund
- OBOS-ligaen
  - Feljutó (1): 2021